# كاثي كينغ
كاثي كينغ هي لاعبة كرلنغ كندية، ولدت في 3 سبتمبر 1959 في وينيبيغ في كندا.

## وصلات خارجية
- كاثي كينغ على موقع الاتحاد الدولي للكرلنغ (الإنجليزية)